# راینر هنیش
راینر هنیش (انگلیسی: Rainer Hönisch؛ زادهٔ تاریخ ورودی نامعتبر است) دوچرخه‌سوار اهل آلمان است.